# Broche Fuller
La broche Fuller (en anglais : Fuller Brooch) est une fibule anglo-saxonne de la fin du IXe siècle. Elle est conservée au British Museum.

## Histoire
Les origines de la broche sont inconnues. Sa découverte est publiée en 1910 dans le journal The Antiquary. Elle est prêtée à l'Ashmolean Museum d'Oxford, mais l'archéologue Charles Hercules Read, conservateur des antiquités britanniques et médiévales au British Museum, détermine qu'il s'agit d'un faux et conseille au musée de ne pas l'exposer. Le capitaine A. W. F. Fuller en fait l'acquisition pour un prix équivalent à la valeur de l'argent dont elle est composée.
La question de son authenticité est relancée à la suite de la découverte de la broche Strickland, en 1949. Un rapport préliminaire de Harold Plenderleith établit qu'il s'agit bel et bien d'un objet médiéval, et des analyses ultérieures confirment qu'elle ne peut avoir été produite après le XIe siècle. Le capitaine Fuller en fait don au British Museum en 1952 à la condition que son nom lui soit donné.

## Description
Il s'agit d'une broche circulaire en argent martelé et niellé d'un diamètre de 11,4 cm. Le dessin se compose d'un disque central et d'un anneau extérieur divisé en seize petits disques. Ces petits disques sont répartis en quatre groupes de quatre comprenant chacun un visage humain, un quadrupède, un motif floral et un oiseau. Ils symbolisent vraisemblablement la Création divine.
Le disque central est partagé en cinq zones par quatre arcs de cercle, chaque zone présentant une figure humaine personnifiant un des cinq sens. En haut à gauche, un homme se met la main dans la bouche (le goût) ; en haut à droite, un homme, main dans le dos, a une plante sous le nez (l'odorat) ; en bas à gauche, un homme danse en portant sa main à l'oreille (l'ouïe) ; en bas à droite, un homme a ses deux mains l'une sur l'autre (le toucher). La zone centrale, la plus grande, représente un homme de face, ses deux yeux grands ouverts (la vue).